# Aurach am Hongar
Aurach am Hongar – gmina w Austrii, w kraju związkowym Górna Austria, w powiecie Vöcklabruck. 1 stycznia 2015 liczyła 1668 mieszkańców.

## Współpraca
Miejscowość partnerska:
- Aurach, Niemcy